# Киан-Подгорное
Киа́н-Подго́рное — село в Андроповском районе (муниципальном округе) Ставропольского края России.

## География
Расстояние до краевого центра: 59 км.
Расстояние до районного центра: 21 км.

## История
До 16 марта 2020 года село входило в состав сельского поселения Водораздельный сельсовет.

## Население
| 1989 | 2002 | 2010 | 2011 | 2014 | 2021 |
| ---- | ---- | ---- | ---- | ---- | ---- |
| 275  | ↘78  | ↘44  | ↘41  | ↘20  | ↗31  |

По данным переписи 2002 года 85 % населения — чеченцы.

## Люди, связанные с селом
- Браилко Александр Степанович, уроженец села. Совершил наземный огненный таран 20 июня 1944 года[10].

## Памятники
- Братская могила 10 советских воинов, погибших в борьбе с фашистами[11]